# Église Saint-André de Liège
Pour les articles homonymes, voir Église Saint-André.
L'église Saint-André est une église de Liège située place du Marché. C'est du XIVe siècle jusqu'à la Révolution française, avec Saint-Gangulphe, l'église de la commanderie de l'ordre Teutonique de Saint-André, où résidait le Grand Commandeur de la Grande Commanderie des Vieux Joncs d'Alden-Biezen.

## Historique de l'église

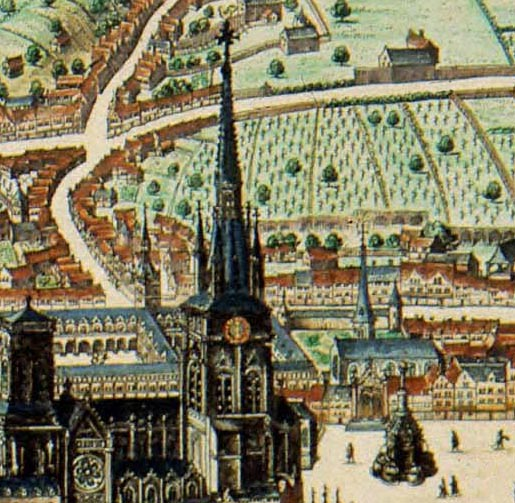
Vers 1640 : devant le Perron (symbole), l'église de la Commanderie : Saint-André (carte de Johannes Blaeu).

On ignore l'origine de l'église Saint-André à Liège.
En 1250, avant d'appartenir à l'ordre teutonique, l'église paroissiale de Saint-André, jusqu'alors pauvre en revenu, reçu une donation de près de sept hectares d'un seul tenant à Vottem, Hareng-Milmort et Xhendremael de la chevaleresque Beatrix de Vottem. Souhaitant être enterrée à Liège, sans préférence pour un sanctuaire, elle donna instruction dans son testament que lors de son enterrement, son cercueil soit déposé à l'église dont on entendrait la cloche en premier passé Payenporte : ce fut Saint-André.
En 1772, on rebâtit l'église devenue paroissiale. Une chronique latine est inscrite au-dessus de son portail :
DeI-paræ aC anDreæ
CoeLo pro VIDente
ExUtor
L'église Saint-André va appartenir jusqu'à la fin du XVIIIe siècle à l'Ordre des chevaliers Teutoniques, qui possédait une importante commanderie près de Liège, à Alden Biesen.
La construction de l'église actuelle a commencé en 1765 pour être consacrée en 1772. Elle perdit de sa valeur religieuse lors de la révolution liégeoise pour devenir la bourse aux grains puis la bourse du travail. Jusqu'en 2011, l'ancienne église Saint-André accueillait des expositions temporaires et des événements organisés par la Ville de Liège. Elle est depuis fermée pour cause d'envahissement par des poussières d'amiante.
En mars 2015, la rénovation du bâtiment, notamment le remplacement de la coupole, est annoncée, celle-ci permettra au bâtiment de retrouver des activités de type réceptions et expositions. Initialement prévus pour 2016, les travaux prirent du retard et débutent fin 2017. La réouverture du bâtiment est espérée début 2019.
Après une première phase de désamiantage, la deuxième étape consistant à la consolidation la charpente et au remplacement de la couverture du dôme débute fin septembre 2018.